# سدوس (الدرعية)
سدوس، مركز إداري من مراكز محافظة الدرعية، والتابعة لمنطقة الرياض في السعودية. وتبعد سدوس عن محافظة الدرعية بمسافة تقارب 40 كم.